# ボブ・ハリソン
ロバート・ウィリアム・ハリソン（Robert William Harrison, 1927年8月12日 - 2024年3月3日）は、アメリカ合衆国の元プロバスケットボール選手、指導者。身長185cm、体重86kg。ポジションはシューティングガード及びポイントガード。ミネアポリス・レイカーズで3度のNBA制覇を経験した。

## 経歴
ハリソンはオハイオ州トレドで生れた。進学したミシガン大学では2年間で平均10.6得点を記録し、1948年にチームを初のNCAAトーナメントベスト16に導いた。1949年、BAAドラフト2巡目でミネアポリス・レイカーズに入団した。当時のレイカーズはジョージ・マイカンを擁して黄金時代を迎えており、ハリソンは控え選手として3度のリーグ優勝を経験した。1954年にミルウォーキー・ホークスに移籍し、平均8.6得点3.8アシストをあげた1955-56シーズンに自身唯一のオールスター出場を果たした。翌シーズン途中でシラキュース・ナショナルズに移籍し、1958年に現役を引退した。NBAでの成績は、615試合の出場で通算4,418得点1,672アシスト（平均7.2得点2.7アシスト）であった。
引退後はケニオン大学やハーバード大学でコーチを務めた。
中学時代のある試合で、ハリソンはチームの全得点である139得点をあげ、139-8でチームを勝利に導いたことがある。
2024年3月3日に死去。96歳没。